# Organização intergovernamental
Organização intergovernamental (OI), também conhecida como organização governamental internacional (OGI), é uma organização composta principalmente de estados soberanos (referido como Estados-Membros ), ou de outras organizações intergovernamentais. As organizações intergovernamentais são frequentemente chamadas de organizações internacionais, embora esse termo possa também incluir organização não governamental internacional, como internacional sem fins lucrativos (ONGs) ou empresas multinacionais.
As organizações intergovernamentais globais geralmente são abertas à participação de nações do mundo inteiro, desde que sejam cumpridos certos critérios. Esta categoria inclui as Nações Unidas (ONU) e suas agências especializadas, a União Postal Universal, a Interpol, a Organização Mundial do Comércio (OMC), a Organização Mundial das Alfândegas (OMA), e o Fundo Monetário Internacional (FMI).
Já as organizações intergovernamentais regionais são abertas a membros de uma determinada região ou continente do mundo. Esta categoria inclui o Conselho da Europa (CoE), da União Europeia (UE), da NATO, a OSCE, a União Africana (UA), a Organização dos Estados Americanos (OEA), Associação das Nações do Sudeste Asiático (ASEAN), a Liga Árabe e a União das nações sul-americanas (UNASUL).

### Origem e evolução
As organizações intergovernamentais começaram a surgir no final do século XIX e início do século XX, como resposta à necessidade de cooperação formal entre estados soberanos em questões transnacionais. A Liga das Nações, criada em 1920 após a Primeira Guerra Mundial, é frequentemente citada como a primeira tentativa de estabelecer uma organização intergovernamental global, embora tenha sido dissolvida em 1946. Sua sucessora, a Organização das Nações Unidas (ONU), consolidou esse modelo, influenciando a criação de outras OIs tanto em nível global quanto regional.

### Estrutura e funcionamento
As organizações intergovernamentais geralmente possuem uma estrutura composta por órgãos deliberativos, administrativos e técnicos. Os estados-membros atuam como os principais tomadores de decisão, participando de reuniões e votações sobre questões específicas. Muitas vezes, as decisões requerem consenso ou maioria qualificada, dependendo do estatuto da organização. O financiamento dessas entidades é majoritariamente provido pelos estados-membros, com contribuições proporcionais à sua capacidade econômica, mas em alguns casos, organizações podem buscar fontes externas de financiamento.

### Limitações e questões controversas
As organizações intergovernamentais frequentemente enfrentam desafios relacionados à sua governança e eficácia. Uma das principais críticas diz respeito à concentração de poder, onde países mais influentes economicamente ou politicamente podem exercer controle desproporcional sobre as decisões, como é observado no Conselho de Segurança da ONU, onde cinco membros permanentes possuem poder de veto.
Além disso, muitas OIs sofrem com a dificuldade de implementação de suas decisões, especialmente em áreas que envolvem múltiplos interesses nacionais, como mudanças climáticas ou comércio internacional. Isso ocorre porque as resoluções geralmente dependem da adesão voluntária dos estados-membros, o que pode levar a atrasos ou não cumprimento.
Disparidades na representatividade são outro ponto frequentemente destacado. Em organizações como o Fundo Monetário Internacional (FMI), as cotas de votos são distribuídas com base no tamanho das economias, o que limita a influência de países em desenvolvimento. Essas diferenças muitas vezes geram tensões internas e dificultam a formulação de políticas que atendam a interesses globais equilibrados.
Por fim, questões de transparência e accountability (prestação de contas) também são motivo de debate. Muitos processos decisórios dessas organizações não são acessíveis ao público ou carecem de mecanismos robustos de fiscalização, gerando críticas de que não refletem adequadamente as demandas da sociedade civil global.